# Marienwehr
Marienwehr is een klein dorp in de gemeente Emden in de Duitse deelstaat Nedersaksen. Het dorp ligt op een wierde aan de noordrand van Emden en vormt samen met Uphusen een stadsdeel.